# Гемілтон Сміт
Гемілтон Отанел Сміт (англ. Hamilton Othanel Smith; нар. 23 серпня 1931 року, Нью-Йорк, США) — американський мікробіолог, лауреат Нобелівської премії в галузі медицини і фізіології 1978 року.

## Життєпис
Гемілтон Сміт народився 23 серпня 1931 року в Нью-Йорку, де в той час його батько був аспірантом у Колумбійському університеті. Закінчив школу в місті Урбана (Іллінойс) і почав навчатися в Університеті Іллінойсу в Урбана-Шампейн, але в 1950 році перевівся в Каліфорнійський університет Берклі, який і закінчив у 1952 році за спеціальністю математика. У 1956 році Сміт отримав медичний ступінь в Університеті Джонса Гопкінса. В 1957—1959 роках служив в армії в Сан-Дієго. У 1959 році почав роботу в Госпіталі Генрі Форда (Детройт, Мічиган), де зацікавився новою тоді наукою, молекулярною біологією.
У 1962 році Сміт почав працювати в Університет Мічигану в Енн-Арбор, де разом з Майроном Левіним (англ. Myron Levine) займався дослідженням фага P22 сальмонели (Salmonella Phage P22) і відкрив ген, що контролює прикріплення бактеріофага, int. У 1967 році отримав посаду в Університеті Джонса Хопкінса. Майрон Левін у цей час працював в Швейцарії із Вернером Арбером над явищами рестрикції і модифікації у бактерій. Сміт також почав займатися цими явищами, в результаті яких були відкриті рестрикційні ферменти.
У 1978 році Гемілтон Сміт, інший американський мікробіолог Даніел Натанс і швейцарський мікробіолог і генетик Вернер Арбер отримали Нобелівську премію з медицини і фізіології за відкриття рестриктаз, широке використання яких в молекулярній біології фактично революціонізувало цю науку.